# Rkives
Rkives (stilizzato come rkives, pronunciato "archivi") è un album compilation pubblicato nel 2013 dalla band di Los Angeles Rilo Kiley.
Dopo l'annuncio del 2010 sulla pausa della band, il batterista Jason Boesel ha discusso i piani per un album compilation, destinato a essere pubblicato quell'anno. Nel 2012, Pitchfork Media ha confermato che la versione B-sides era quasi finita. La data di uscita dell'album è stata infine annunciata il 2 aprile 2013.
In un'intervista con Buzzfeed, la frontwoman di Rilo Kiley Jenny Lewis ha descritto le canzoni che sono state inserite nell'album.
"Ogni disco in cui ne ho fatto parte, ci sono sempre avanzi - cose che non funzionano come parte dell'intera faccenda", dice Lewis. "Alcune canzoni, che potrebbero essere canzoni migliori a lungo andare, si fanno prendere a calci in un angolo del processo. Abbiamo setacciato i nostri dischi rigidi digitali e vecchi nastri a 8 tracce e abbiamo realizzato questo disco."
La band ha contattato i fan per fare un video per "Let Me Back In", invitando i fan "a caricare i loro video preferiti di Rilo Kiley, filmati, animazioni create, ecc ... Il video è stato pubblicato tramite Pitchfork Media il 19 febbraio 2013.
Spin Magazine ha dato alla compilation un 8/10, affermando che "Rkives non è il sesto inesorabile e inesistente album di Rilo Kiley, sfortunatamente, ma come un wrap-up in cui la carriera è molto ampia. Rolling Stone lo ha definito "una raccolta per lo più privo di filler di outtakes, demo e b-sides "e The AV Club ha detto che mentre l'album" inizia e finisce come un "solo fan", la compilation [...] fornisce un supplemento essenziale alla discografia di Rilo Kiley".

## Tracce
1. Let Me Back In – 4:23
2. It'll Get You There – 5:02
3. Runnin' Around – 2:56
4. All the Drugs – 3:45
5. Bury, Bury, Bury Another – 3:29
6. Well, You Left – 6:17
7. Draggin' Around – 3:24
8. I Remember You (feat. Benji Hughes) – 4:16
9. Dejalo (feat. Too $hort) (Zondo remix) – 3:35
10. A Town Called Luckey (feat. Tim Kasher) – 6:43
11. Emotional – 3:52
12. American Wife – 4:36
13. Patiently – 3:08
14. Rest of My Life (demo) – 3:52
15. About the Moon (feat. The Watson Twins) – 3:09
16. The Frug – 2:40